# Osiek (osada leśna w powiecie rawickim)
Osiek – osada leśna w Polsce położona w województwie wielkopolskim, w powiecie rawickim, w gminie Pakosław.